# Danuta Kozák
Danuta Kozák (Budapeste, 11 de janeiro de 1987) é uma canoísta húngara.

## Carreira
Foi vencedora das medalhas de ouro no K-1 500 m e K-4 500 m em Londres 2012. Antes obteve a medalha de prata no K-4 500 m em Pequim 2008.
Conquistou duas medalhas nas provas de quinhentos metros em Tóquio 2020, das quais uma de bronze na K-2 ao lado de Dóra Bodonyi e uma de ouro na K-4 com Tamara Csipes, Anna Kárász e Bodonyi.